# Discovering the Waterfront
Discovering the Waterfront é o segundo álbum de estúdio da banda Silverstein, lançado a 16 de Agosto de 2005.
| Críticas profissionais                                                      | Críticas profissionais |
| Avaliações da crítica                                                       | Avaliações da crítica  |
| Fonte                                                                       | Avaliação              |
| --------------------------------------------------------------------------- | ---------------------- |
| allmusic                                                                    | [ 2 ]                  |
| Esta tabela precisa de ser acompanhada por texto em prosa. Consulte o guia. |                        |

## Faixas
Todas as faixas por Shane Told, exceto onde anotado.
1. "Your Sword Versus My Dagger" - 3:00
2. "Smile in Your Sleep" (Boshart, Silverstein, Told) - 3:13
3. "The Ides of March" (Boshart, Silverstein, Told) - 3:29
4. "Fist Wrapped in Blood" - 2:58
5. "Discovering the Waterfront" (Boshart, Mackin, Silverstein, Told) - 4:45
6. "Defend You" (Boshart, Silverstein, Told) - 3:28
7. "My Heroine" - 3:27
8. "Always and Never" (Boshart, Silverstein, Told) - 3:51
9. "Already Dead" (Boshart, Silverstein, Told) - 3:17
10. "Three Hours Back" (Boshart, Silverstein, Told) - 3:36
11. "Call It Karma" - 4:14

## Desempenho nas paradas musicais
| Parada musical (2005)                   | Posição |
| --------------------------------------- | ------- |
| Estados Unidos - Billboard 200          | 34      |
| Estados Unidos - Top Independent Albums | 3       |

## Créditos
- Shane Told - Vocal
- Neil Boshart - Guitarra
- Josh Bradford - Guitarra
- Paul Koehler - Bateria, percussão
- Billy Hamilton - Baixo, vocal de apoio